# Юририя
Юри́рия (исп. Yuriria, полное название на языке пурепеча — Юририапундаро) — город и административный центр одноимённого муниципалитета в мексиканском штате Гуанахуато. Численность населения, по данным переписи 2010 года, составила 25 216 человек.

## История
Город был основан 12 февраля 1540 года как посёлок Юририапундаро, 19 февраля 1560 года он был переименован в Сан-Пабло-Юририапундаро.
1 января 1914 года посёлок был переименован в Юририя и получил статус города.

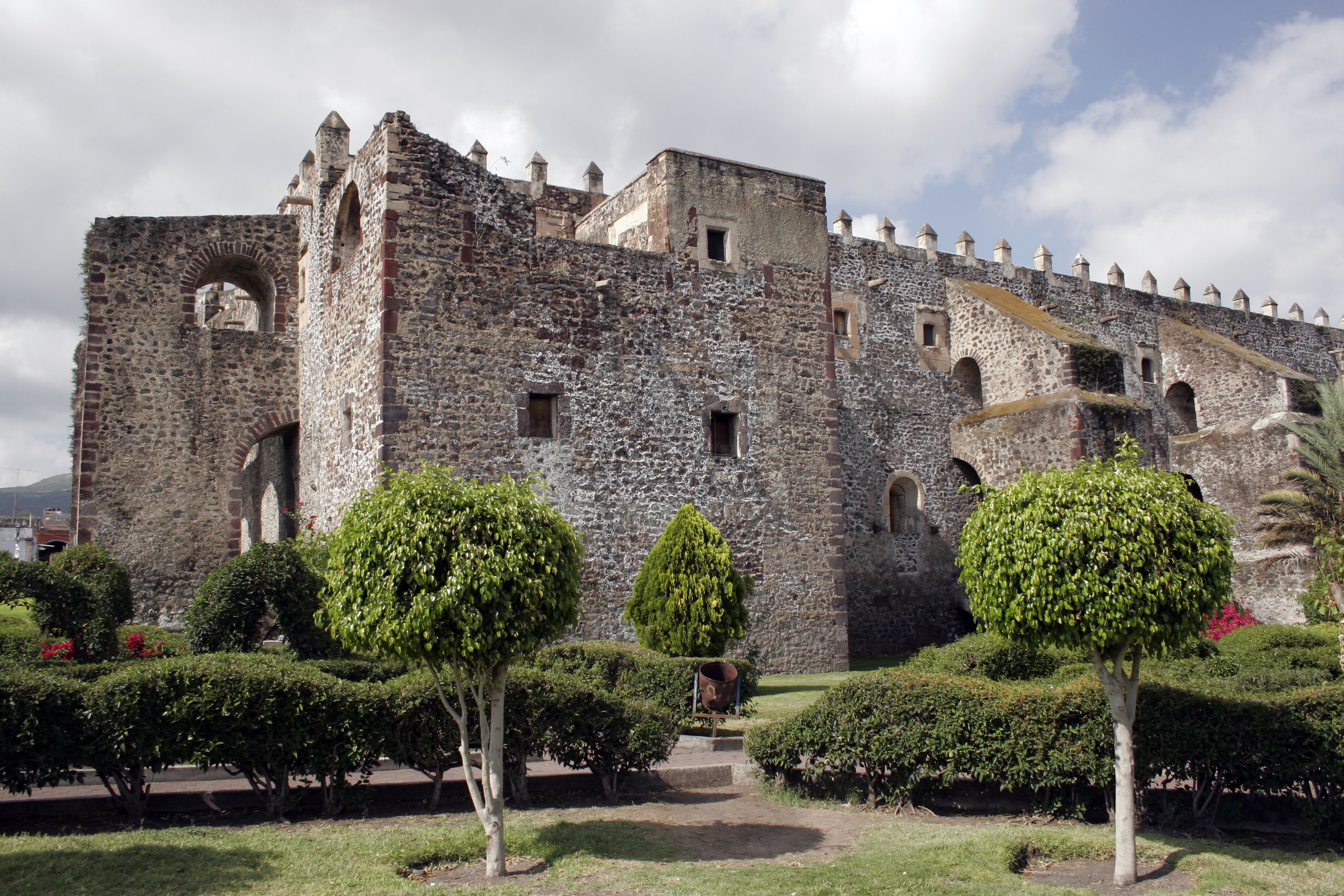
Монастырь Святого Августина